# 215 Oenone
Enone o 215 Oenone è un asteroide della fascia principale del diametro medio di circa 35,51 km. Scoperto nel 1880, presenta un'orbita caratterizzata da un semiasse maggiore pari a 2,7671369 UA e da un'eccentricità di 0,0345276, inclinata di 1,68986° rispetto all'eclittica.
Il suo nome è dedicato ad Enone, nella mitologia greca una ninfa figlia del dio fluviale Eneo.